# Urs Schwaller
Pour les articles homonymes, voir Schwaller.
Urs Schwaller, né le 31 octobre 1952 à Fribourg (originaire de Luterbach et de Tavel), est une personnalité politique suisse, membre du Parti démocrate-chrétien (PDC).
Il est membre du Conseil d'État du canton de Fribourg, à la tête de la Direction des finances, de 1992 à l'été 2004 et du Conseil des États de fin 2003 à fin 2015.

## Biographie

### Origines et famille
Urs Schwaller naît le 31 octobre 1952 à Fribourg. Il est originaire de Tavel, dans le même canton, et de Luterbach, dans le canton de Soleure.
Il est l'aîné de quatre enfants. Son père, Viktor, est contrôleur électricien ; sa mère, née Berthe Stritt, tient le foyer familial.
Il est marié à Barbara Aebischer depuis 1982 et père de trois enfants.

### Études, armée et parcours professionnel
Après l'école primaire à Tavel et le collège Saint-Michel, il fait des études de droit à l'Université de Fribourg, où il obtient une licence en 1976, suivie d'un doctorat et du brevet d'avocat en 1981.
Il devient en 1982 chef de service à la direction de la justice, de la police et des affaires militaires, dirigée par Rémi Brodard.
Il a le grade de capitaine à l'armée.

### Parcours politique
Il est élu préfet de la Singine en mai 1986, puis conseiller d'État le 8 décembre 1991. Il est réélu à ce dernier poste au premier tour le 17 novembre 1996 et au second, tacitement, le 20 novembre 2001.
Il est à la tête de la direction de l’intérieur, des communes, des forêts et de l’agriculture lors de son premier mandat, puis de la direction des finances lors des deux suivants.
Il est élu au Conseil des États le 19 octobre 2003 et y devient deux ans plus tard président du groupe parlementaire démocrate-chrétien de l'Assemblée fédérale. Il est réélu à la Chambre haute du parlement en octobre 2007 et octobre 2011. Il siège tout au long de ses trois mandats au sein de la Commission de la sécurité sociale et de la santé publique (CSSS), qu'il préside de fin 2007 à fin 2009, et de la Commission des finances (CdF) ; il est par ailleurs membre de la Commission de la politique de sécurité (CPS) jusqu'en 2007 puis de la Commission des institutions politiques (CIP) et de la délégation des finances.
Il est candidat à la succession de Pascal Couchepin au Conseil fédéral en septembre 2009, mais se voit préférer le candidat radical-démocratique Didier Burkhalter (129 voix contre 106 au quatrième tour).

### Autres mandats
Il préside le conseil d'administration de La Poste d'avril 2016 à fin 2021.